# Chamaeleo werneri
Chamaeleo werneri este o specie de cameleon din genul Chamaeleo, familia Chamaeleonidae, ordinul Squamata, descrisă de Tornier 1899. Conform Catalogue of Life specia Chamaeleo werneri nu are subspecii cunoscute.